# 李意其
李 意其 / 李 意（り いき / り い）は、中国三国時代の隠者。字は不詳。益州蜀郡の人。

## 略歴
『三国志』本文中には現れず、裴松之が注として付した葛洪『神仙伝』に登場する。
前漢の文帝の時代の人といわれており、妻子はいなかった。
遠地まで急行したいという人に対し、李意期が符を与えて、朱でその人の両足に文字を書くと、1日と経たずに千里を往復できたという。また、四方の郡国や宮殿、市井を見てまわってきた人がその見聞を語ったとき、聴衆の中でその経験のない人が重ねて質問した。すると李意期は土をこねて、郡国の形象（ジオラマの類）をそっくりそのまま作り出して見せたが、それはたちまちのうちに消滅してしまった。ときおり遊行にでかけ、行き先はわからなかったが、1年が経つと蜀に帰還した。物乞いをしては、貧者にその食料をあげた。成都の街中にいて、土窟の中で暮らし、夏も冬も単衣を着ていた。髪が長くなると5寸までの長さに切った。酒と干し肉、棗を少量口にしたが、土窟から出てこないまま飲まず食わずのときもあったという。
関羽の仇討ちのため夷陵の戦いに赴くにあたって、劉備は人をやって李意其を招き、礼を尽くして、呉を討つことの吉凶を尋ねた。李意其はこれに答えず、ただ兵馬や武器の絵を数十枚描いては一枚一枚破り捨て、舌打ちをした。さらに大きな身体の人物の絵を描き、それを地に埋めて立ち去った。劉備は不快に思いながらも出兵に踏み切り、大敗を喫した。あまりの惨敗ぶりに、劉備は怒りと恥とで病み、永安宮でついに没した。李意其が人物画を埋めたのは、劉備の死を予兆したものだったという。
李意其は言葉少なで、質問されても何も答えなかった。そのため蜀の人々は、吉凶を占ってもらう際には李意期の顔色を見て、嬉しそうなら吉兆で、悲しそうなら凶兆と判断した。鄧艾が蜀に到達するより100日余り以前の頃、李意其は忽然と姿を消した。その後、瑯琊山に入ったきり出てこなかった。
『三国志演義』では李意という名であり、成都の青城山に住む、齢300歳を越す仙人として登場する。その容貌は「白髪だが子供のように血色が良く、碧眼で、その瞳は四角く（神仙の特徴とされる）、爛々と輝き、柏の古木のような体格」と描写される。陳震による紹介を経て劉備に招かれ、対呉戦線の戦局について再三尋ねられた李意は、兵馬や兵器の絵を描いては破り捨てた。また地面に横たわる大きな人間と、側でそれを埋めようとする人間の絵を描き、その上部に「白」と書いて去った。不愉快に思った劉備は絵を火にくべた後に進軍し、ついには敗北するに至った。このように作中では、李意は劉備の敗戦のみならず、白帝城における彼の死をも予見したことになっている。